# Leucopogon acicularis
Leucopogon acicularis är en ljungväxtart som beskrevs av George Bentham. Leucopogon acicularis ingår i släktet Leucopogon och familjen ljungväxter. Inga underarter finns listade i Catalogue of Life.